# Rerum novarum
Rerum novarum (latín: «De las cosas nuevas» o «De los cambios políticos») es la trigésima octava encíclica del papa León XIII y la primera encíclica social de la Iglesia católica. Fue publicada el viernes 15 de mayo de 1891 con el título De Conditione Opificum («Sobre la situación de los obreros»), aunque se la denomina por sus dos primeras palabras. Fue una carta abierta dirigida a todos los obispos y catedráticos, que versaba sobre las condiciones de las clases trabajadoras. En ella, el papa dejaba patente su apoyo al derecho laboral de «formar uniones o sindicatos», pero también se reafirmaba en su apoyo al derecho de la propiedad privada. Además, discutía sobre las relaciones entre el gobierno, las empresas, los trabajadores y la Iglesia, proponiendo una organización socioeconómica que más tarde se llamaría distributismo. 
Aun cuando se ha debatido sobre sus posiciones o declaraciones particulares, es claro que este trabajo fue notable como resumen de muchos asuntos planteados por la Revolución Industrial, por el creciente movimiento obrero y las sociedades democráticas modernas. Con esta encíclica la Iglesia pretendió, entre otras cosas, paralizar la «descristianización» de las masas trabajadoras, en un período en el cual la credibilidad de la Iglesia se veía disminuida debido a que los sectores populares de la cristiandad e incluso del clero, se inclinaban por las ideas revolucionarias o que las soluciones vendrían de las acciones conjuntas de la Iglesia, del estado, el patrón y los trabajadores.[cita requerida] Precisó los principios para buscar la justicia social en la economía y la industria. Se acepta generalmente que la encíclica Rerum Novarum es la carta de fundación de la democracia cristiana y una pieza clave de la doctrina social de la Iglesia. 
La condición de terciario franciscano de León XIII fue fundamental de cara a la filosofía franciscana de la encíclica.

## Crisis europea
El Papa señala los orígenes y características de la crisis social que atravesaba Europa indicando que sus causas se deben al abandono de la fe:

Disueltos en el pasado siglo los antiguos gremios de artesanos, sin ningún apoyo que viniera a llenar su vacío, desentendiéndose las instituciones públicas y las leyes de la religión de nuestros antepasados, el tiempo fue insensiblemente entregando a los obreros, aislados e indefensos, a la inhumanidad de los empresarios y a la desenfrenada codicia de los competidores.
Encíclica Rerum Novarum, núm. 1

## Defensa de la propiedad
Frente a las ideas socialistas la Iglesia señaló:

Al pretender los socialistas que los bienes de los particulares pasen a la comunidad, agravan la condición de los obreros, pues, quitándoles el derecho a disponer libremente de su salario, les arrebatan toda esperanza de poder mejorar su situación económica y obtener mayores provechos.
Rerum novarum

Defensa de la propiedad privada:

por ser el hombre el único animal dotado de inteligencia, hay que concederle necesariamente la facultad, no sólo de usar las cosas presentes, como los demás animales, sino de poseerlas también con derecho estable y perpetuo.

Sostenía que la propiedad privada era un «derecho natural», dentro de los límites de la justicia, haciendo referencia al iusnaturalismo:

Se halla en la misma ley natural el fundamento y razón de la división de bienes y de la propiedad privada

## Justicia social
La encíclica también condenó la pobreza y degradación de muchos trabajadores, argumentando que la deshumanización del trabajador y una paga injusta eran contrarios a la fe católica.

no sólo la contratación del trabajo, sino también las relaciones comerciales de toda índole, se hallan sometidas al poder de unos pocos, hasta el punto de que un número sumamente reducido de opulentos y adinerados ha impuesto poco menos que el yugo de la esclavitud a una muchedumbre infinita de proletarios.

Recordó a los ricos y patrones que:

no deben considerar al obrero como un esclavo; que deben respetar la dignidad de la persona y la nobleza que a esa persona agrega el carácter cristiano.

Afirmó que cada trabajador debe recibir un salario que le permita subsistir y tener una vida razonablemente cómoda y que, si aceptaba malas condiciones laborales debido a la necesidad o al temor, el trabajador era una víctima de la injusticia.
Partiendo de la competencia del magisterio de la Iglesia en cuestiones sociales manifestó la necesidad de adoptar medidas en favor de los obreros, con la consiguiente intervención del Estado (normas de higiene y seguridad en el trabajo, tutela del descanso dominical, limitación de horarios y jornadas laborales, etc.).

## Sindicalismo
Fue un elemento indispensable para el fomento de las mejoras en las condiciones de los obreros, la constitución y fomento de asociaciones obreras católicas (junto a las ya existentes por aquella fecha). Esta encíclica constituye, pues, un importante estímulo para el incipiente catolicismo social.
Recomendó a los católicos, si lo deseaban, organizar partidos laboristas propios y uniones de trabajadores bajo principios católicos:

esta solución habrán de darla los obreros cristianos, si, agrupados en asociaciones y valiéndose de consejeros prudentes, vuelven a entrar por el camino que con gran provecho, particular y público, siguieron antiguamente sus antepasados.

Se marcan los deberes de los obreros:

poner íntegra y fielmente el trabajo que libre y equitativamente se ha contratado; no perjudicar de modo alguno al capital, ni hacer violencia personal contra sus amos; al tratar de defender sus propios derechos, abstenerse de la fuerza y no armar sediciones, ni asociarse con hombres malvados y pérfidos que falsamente les hagan concebir desmedidas esperanzas.

## Efectos
Conjuntamente con el resto de su obra, durante su período como Papa (1878-1903), la encíclica tuvo un efecto profundo en la Iglesia católica, en su jerarquía y en el mundo moderno. En esa época, su apoyo a los sindicatos de trabajadores y un salario justo fueron vistos como radicalmente izquierdistas.
Inauguró el género de la encíclicas sociales. Muchas de las posiciones de Rerum Novarum fueron completadas por encíclicas posteriores, especialmente Quadragesimo Anno (1931) de Pío XI, Mater et Magistra (1961) de Juan XXIII, y Centesimus annus (1991) de Juan Pablo II. 
Provocó una reforma en medio de una Iglesia donde varios sectores reclamaban que se abandonaran posiciones políticas afines a los gobiernos y a los sectores dominantes para que la Iglesia se encargara únicamente del oficio religioso ecuménico. 
Como conclusión puede señalarse que Rerum Novarum diseñó una estrategia que logró contribuir a salvar el período de crisis que enfrentaba la Iglesia y que la reestructuración doctrinal y práctica que provocó, delineó la nueva imagen de la Iglesia católica actual. 
El arzobispo de Westminster, cardenal Henry Edward Manning, influyó mucho en la redacción de Rerum Novarum.